# Kalmički jezik
Kalmički jezik (kalmučki, ojratski, europski ojratski, zapadnomongolski; kalmyk-oirat, kalmack, kalmuck, kalmuk, kalmytskii jazyk, khalli, oirat, qalmaq, volga oirat; ISO 639-3: xal), altajski jezik istočnomongolske skupine, kojim govori ukupno blizu 500 000 ljudi u azijskim predjelima Rusije, u Mongoliji i Kini. U rusiji se govori u Kalmikiji (154 000; 2002); 139-000 u Kini (Wurm et al. 1987; Unutrašnja Mongolija); 206 000 u Mongoliji. 
Kalmički ima nekoliko dijalekata kojima govore kalmička plemena, to su torgut (tu’erhute; 106 000), kök nur (qinghai; 33 000), jakhachin, bayit, mingat, olot (ööld, elyut, eleuth), khoshut (khoshuud) i dorbot u Kini; jakhachin, bayit, mingat, olot (ööld, elyut, eleuth), khoshut (khoshuud), uriankhai i khoton (hoton) u Mongoliji; i buzawa, oirat, torgut (torguut, torguud, torghud, torghoud), dörböt (dörböd, derbet) i sart qalmaq u Rusiji.
U Rusiji se naziva kalmički, u Kini i Mongoliji ojratski.

## Vanjske poveznice
- Ethnologue (14th)
- Ethnologue (15th)